# Oszcilloszkóp

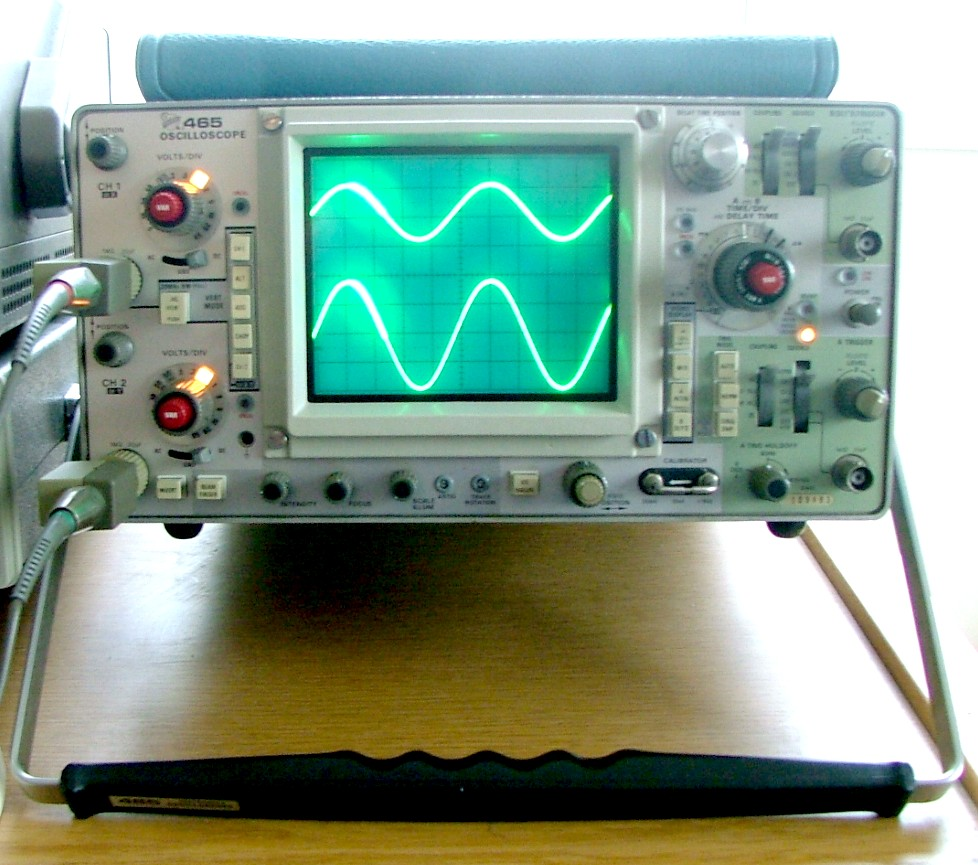
A 70-es, 80-as évek közkedvelt és kiváló analóg oszcilloszkópja: TEKTRONIX 465.
(Az ernyő bal oldalán a fényesebb jelrészletet a második időalap világosítja ki.)

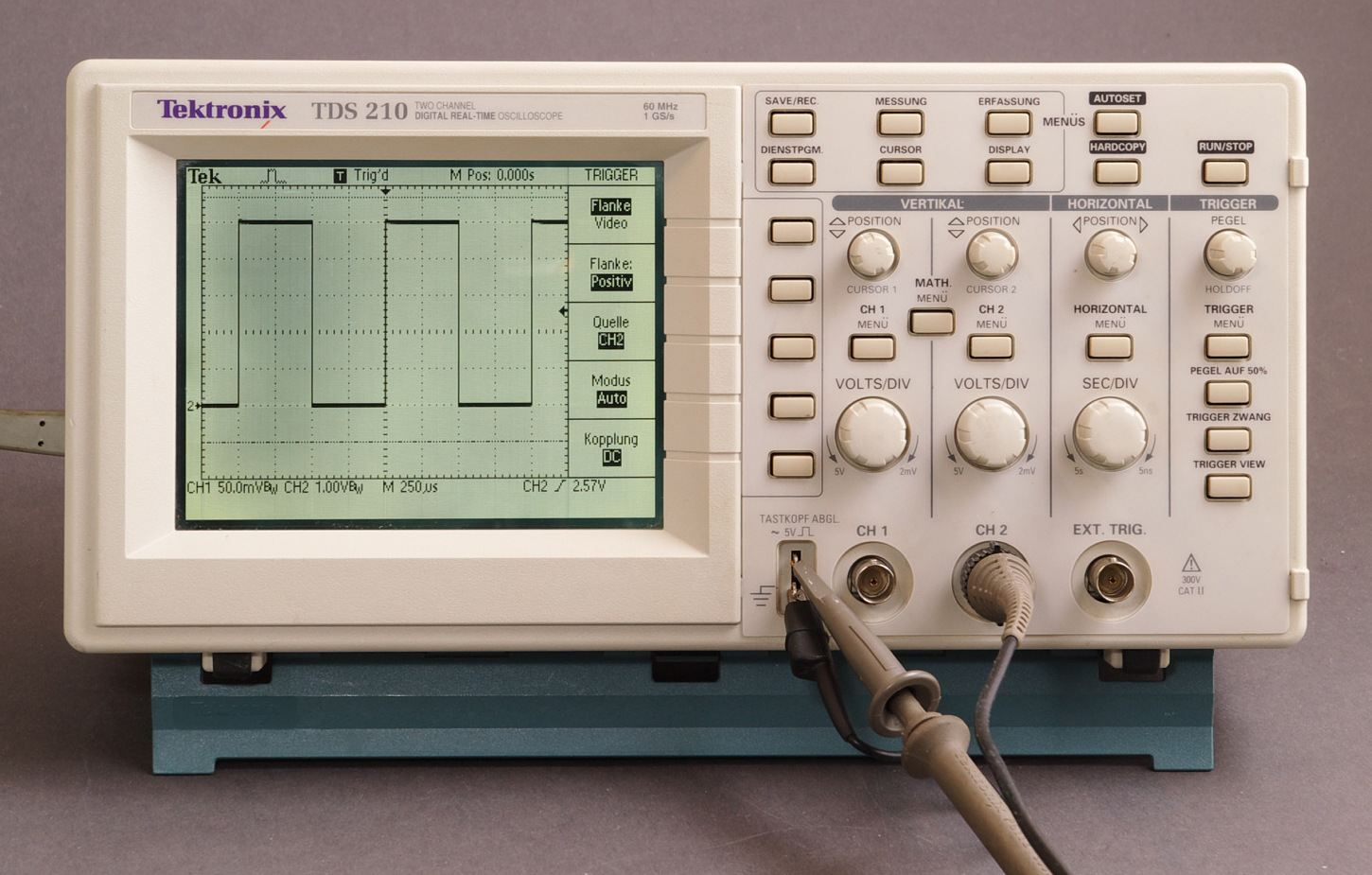
Digitális oszcilloszkóp, LCD kijelzőjén 5V-os, 1 kHz-es négyszögjellel
(A kijelző osztása vízszintesen (időben) 250 μs/osztás, függőlegesen (feszültségben) 1 V/osztás)

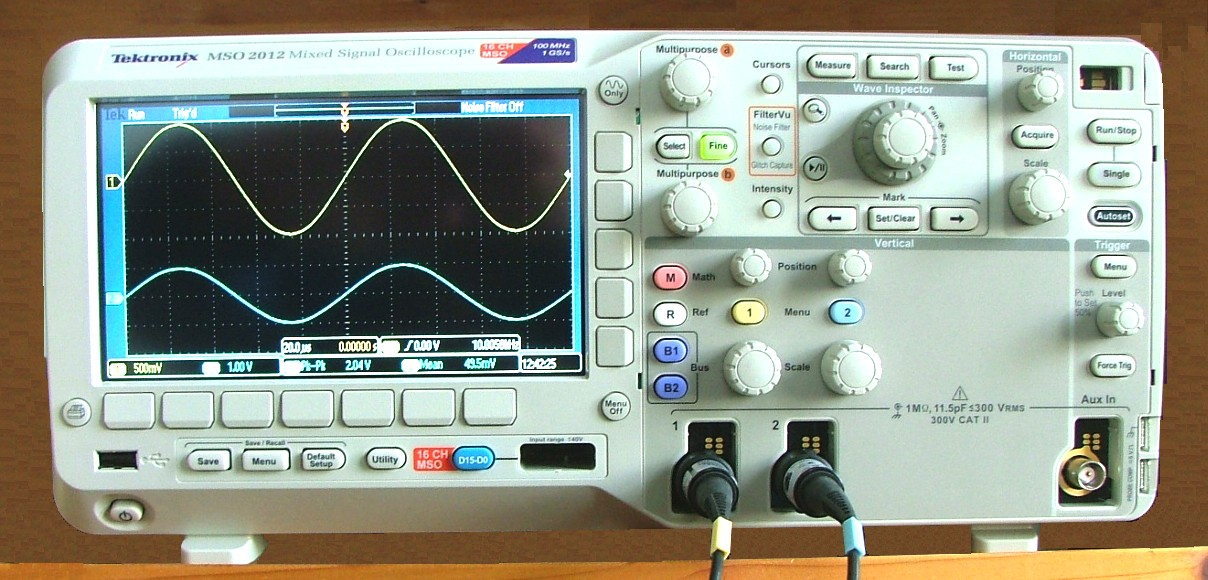
TEKTRONIX 2012 kétcsatornás MSO (Mindkét csatornán szinuszjel, a kezelőszervek beállításai (CH1:500mV/DIV, CH2:1V/DIV, időalap: 20us/DIV, triggerelés: a kijelző közepén) valamint a trigger jel frekvenciája (10,0058 kHz), és két kijelölt mérés (CH2 jelének csúcstól csúcsig mért értéke: Pk-Pk=2,08V, és DC középértéke: Mean =49,5 mV) eredménye valamint a mérés időpontja a kijelzőn alul megjelennek)

Az oszcilloszkóp olyan elektronikus mérőműszer, amely – legáltalánosabb felhasználásakor – elektromos feszültségek időtartománybeli ábrázolására és mérésére szolgál. Kiegészítőkkel sokféle mérés megvalósítását teszi lehetővé.

## Működési elve

### katódsugárcsöves (Cathode Ray Tube vagy CRT) oszcilloszkóp
Egy katódsugárcső elektronágyújából kiindulva elektronnyaláb halad a képernyő felé. A katódsugárcső fókuszáló rendszere ezt az elektronnyalábot a képernyő belső felületén egy pontban (eltérítés nélkül a középpontban) gyűjti össze, ezen a helyen a képernyő fluoreszkáló bevonata fényt bocsát ki.
A képernyő felé haladó elektronnyaláb egy vízszintes és egy függőleges eltérítő elektródapár között halad el. A vízszintes eltérítő rendszer elektródái közé kapcsolt feszültség hatására a sugárnyaláb az ernyőn vízszintes irányban; a függőleges eltérítő rendszer lemezei közé kapcsolt feszültség hatására pedig függőleges irányban kitér.
Az oszcilloszkóp legáltalánosabban használt üzemmódjában a vízszintes eltérítő lemezpár közé az idővel arányosan növekvő feszültséget kapcsolnak, ennek hatására az elektronsugár (és így az ernyőn világító fénypont) egyenletes sebességgel halad az ernyő bal oldalától a jobb oldaláig. A vízszintes eltérítő feszültséget az oszcilloszkóp eltérítő generátora szolgáltatja, az eltérítés sebessége beállítható. A mérési eredmények az ernyő előtti négyzetháló formájú skáláról olvashatók le. A vízszintes eltérítés sebességét idő/skálaosztás formátumban adják meg. (DIV = division = skálaosztás; a beállítható vízszintes eltérítési sebesség általában néhány sec/DIV és néhány nsec/DIV között változtatható.)
Egyidejűleg a függőleges eltérítő lemezpár közé (megfelelő erősítés után) a vizsgálandó jelet kapcsolják. Így az ernyőn a fénypont vízszintesen az idővel arányosan; ezzel egyidejűleg függőlegesen a vizsgált jel pillanatértékével arányosan térül ki, azaz az ernyőre rajzolja a vizsgált jel feszültség/idő diagramját. (A függőleges erősítő erősítése kalibrált lépésekben változtatható, az "érzékenységet" feszültség/skálaosztás, azaz V/DIV formában adják meg. A függőleges érzékenység szokásos értéke 2-10 mV/DIV és 5-20 V/DIV között változtatható.)
Az ernyő belső felületén elhelyezett fénypor az elektronnyaláb becsapódásakor bocsát ki fényt (fluoreszcencia), majd (általában néhányszor 10 msec-ig) utánvilágít (foszforeszcencia). Így a vizsgált jel feszültség/idő diagramjának egyes pontjai az ernyőn olyan rövid ideig vannak csak jelen, amely nem elegendő a mérés elvégzésére, a skála leolvasására. Az ART (Analog Real Time) oszcilloszkópok úgy hoznak létre az ernyőjükön leolvasható, állni látszó képet, hogy a vizsgált jelnek ugyanazt a szakaszát újra és újra az ernyőre rajzolják olyan ismétlődési sebességgel, hogy az ernyő utánvilágítása illetve az emberi szem tehetetlensége miatt azt úgy látjuk, mint ha folyamatosan az ernyőn lenne. Mindebből következik, hogy az ART oszcilloszkópok csak periodikusan ismétlődő jelek mérésére alkalmasak (ezeknél ismétlődnek csak a jelnek ugyanazon szakaszai). Amikor a vizsgált jel értéke egy beállított feszültségszintet adott irányban átlép, úgynevezett trigger jel képződik, melynek hatására megindul a vízszintes eltérítés. Amikor az elektronsugár az ernyőn vízszintesen végigfutott, rövid idő alatt visszatér az ernyő bal oldalára, és ott várakozik az újabb trigger jel beérkezéséig (a visszafutás és várakozás alatt az ernyőn a fénypont ki van oltva). Az újabb trigger jel akkor keletkezik, amikor a jel ugyanazt a beállított értéket lépi át, ezért a vízszintes eltérítés is a jelnek ugyanannál a szakaszánál indul el ismét.
A nem ismétlődő jelek mérését kezdetben csak hosszú (néhány sec) utánvilágítású katódsugárcsővel tudták megoldani (ilyen katódsugárcsövet használtak pl. a lokátortechnikában is), majd analóg tárolószkóppal.

### Analóg tároló oszcilloszkóp
Az analóg tároló oszcilloszkópba külön e célra fejlesztett tároló katódsugárcsövet (és a tárolást működtető áramköröket) építenek be. A tároló katódsugárcső típusától függően néhány másodperctől több óráig képes megtartani az ernyőre rajzolt képet. Ha a tárolás ki van kapcsolva, az oszcilloszkóp ugyanúgy működik, mint az ismertetett ART szkóp. A tárolás bekapcsolásakor az ernyőn megjelenő kép a tárolócső típusától és a beállításoktól függő ideig az ernyőn látható marad, így egyszeri lefutású jelek is vizsgálhatók. Ilyenkor indításra gyakran azt az üzemmódot használják, amikor csak az első trigger jel hatására indul meg a vízszintes eltérítés (single sweep).

### Analóg mintavevő oszcilloszkóp
Az oszcilloszkóp (a függőleges erősítőfokozatok áramkörei, de maga a katódsugárcső is) határt szabnak az ernyőn megjeleníthető jel maximális frekvenciájának.
Igen magas frekvenciájú (periodikus) jelek ún. mintavevő oszcilloszkóppal mérhetők. Ezek mérési elve az, hogy a trigger jel után minden periódusban azonos mértékben növelt idő után mintát vesznek a jelből, és e mintákat jelenítik meg a képernyőn. (A mintavételezésnek ezt a módját, tehát amikor a mintavételi időköz nagyobb, mint a periódusidő, nem valós idejű mintavételezésnek nevezik. Az azonos mértékben növelt időközönkénti mintavételezés pedig ekvivalens idejű mintavételezés.) Ha a vizsgálandó jelből a mintát minden ismétlődésnél 1%-kal arrébb veszik, a századik mintánál összeáll a vizsgálandó jel egy teljes periódusa, de a függőleges és vízszintes eltérítő áramkörök csak a vizsgált jel eredeti frekvenciájának 1/100-ad részének megfelelő frekvenciával kell, hogy működjenek.

### Digitális mintavevő oszcilloszkóp (DSO)
A digitális technika terjedése az oszcilloszkópok fejlődésére is kihatott. A vizsgálandó jelből (szükség szerinti erősítés után) periódusonként több mintát vesznek (ezt a mintavételezési módot, tehát amikor a mintavételi időköz kisebb, mint a periódusidő, valós idejű vagy real time mintavételezésnek nevezik), majd analóg-digitál átalakítóra (ADC) vezetik. (Jelenleg 8 bites ADC alkalmazása a szokásos, ez 256 jelszint megkülönböztetését teszi lehetővé.) A mintavételi időközönként kapott 8 bites (=1 byte) digitális értékeket rögzítik az oszcilloszkóp memóriájában, amely jelenleg ezertől akár több millió értéket képes tárolni. A tárolt értékeket a memóriából külön áramkör olvassa ki, és jeleníti meg a kijelzőn. CRT oszcilloszkópoknál a digitális értéket először digitál-analóg átalakítóra (DAC) kell vezetni, majd az annak a kimenetén kapott analóg jelet erősítik és vezetik a függőleges eltérítő lemezpárra.
LCD (folyadékkristályos) kijelző esetén annak vezérlése is digitális úton történik, ezért DAC-ra nincs szükség.
Az oszcilloszkópon ábrázolható jel maximális frekvenciája elvileg (Shannon mintavételi tétele alapján) a mintavételi frekvencia fele, gyakorlatilag azonban szinuszos jel vizsgálatánál is csak a mintavételi frekvencia ötöde. Jelenleg az 1...2 GS/s (GigaSample/sec) mintavételi gyakoriság a szokásos, az ilyen oszcilloszkópokkal akár 200...400 MHz-es szinuszos jelek is vizsgálhatók.
Mivel a vizsgált jelből vett minták a memóriában eltárolva (az oszcilloszkóp kikapcsolásáig korlátozás nélkül) rendelkezésre állnak, a digitális mintavevő szkóp egyúttal tárolószkóp is.
A memóriában tárolt digitális értékekkel végzett vizsgálatok, matematikai műveletek révén a digitális oszcilloszkóp olyan szolgáltatásokat is nyújt, amelyekre az analóg oszcilloszkóp nem képes (pl. a memóriában tárolt értékek alapján utólag választja ki a trigger időpontot, és a trigger esemény előtti jelalak is megjeleníthető a kijelzőn). A jelenleg általános 8 bites felbontás érzékelhetően gyengébb, mint az analóg oszcilloszkópé, de a digitális technika világában megfelelőnek bizonyult.
A digitális jeltárolás ill. működtetés lehetővé teszi a számítógéppel való kapcsolatot. Az oszcilloszkóp memóriájában tárolt adatok, a kijelzőn megjelenő ábra, a kezelő szervek beállításai   adathordozóra (pendrive) menthetők, az adatok, beállítások a memóriába visszatölthetők.
A számítógéppel közvetlen (pl. USB – USB kábeles) kapcsolat is kialakítható, így a számítógép vezérelni tudja az oszcilloszkóp beállításait, ki tudja olvasni és fel tudja dolgozni a mérési adatokat.
A digitális adattárolás és kijelzés "közelebb hozta" egymáshoz az analóg jelet mérő oszcilloszkópot, ill. a csak digitális jelszinteket megkülönböztető logikai analizátort. Egyes gyártók e két funkciót egy műszerbe építik (MSO = Mixed Signal Oscilloscope).

### LCD (Liquid Crystal Display = folyadékkristályos kijelzős) oszcilloszkóp
A digitális mintavevő oszcilloszkópban a jelalak tárolása digitálisan történik, ezért kínálkozik a digitálisan vezérelhető kijelző alkalmazása. Az oszcilloszkópok digitális kijelzői LCD pontmátrixból állnak. A (korábban monokromatikus, újabban színes) képpontokat pixelnek nevezik. A 8 bites felbontásnak megfelelően a mai oszcilloszkóp kijelzők függőlegesen kb. 200 pixelt, vízszintesen 250-500 pixelt tartalmaznak a jelalak megjelenítésére (további pixelek szolgálhatnak feliratok, mérési eredmények kijelzésére).
Az LCD kijelző kis mélysége lehetővé teszi, hogy az LCD oszcilloszkóp mélysége (szemben a CRT csövesek 40–50 cm-ével) 10 cm körül alakuljon.
Az LCD kijelzős digitális mintavevő oszcilloszkópoknak már népes családjuk van, melyek különféle szolgáltatásokat nyújtanak. Pl. a DPO (Digital Phosphor Oscilloscope) kiküszöböli az LCD kijelzésnek néhány, a CRT oszcilloszkópokhoz képesti hátrányát.

## Csoportosítása

### Jelfeldolgozás alapján
- Analóg
- Digitális

### Időbeliség alapján
- Valós idejű (realtime)
- Nem valós idejű

### Tárolóképesség alapján
- Tároló
- Nem tároló

### Mintavételezés alapján
- Valós idejű (realtime)
- Ekvivalens idejű
- Véletlen idejű (random repetitive)

### Felépítés alapján
- Egysugaras
- Kétsugaras
- Többsugarasított (több nyomvonalas)

### Bemenetek száma alapján
- Egycsatornás
- Kétcsatornás
- Többcsatornás

### Időalapok száma alapján
- Egy időalapos
- Két időalapos

## Műszaki paraméterek és szervek

### Sávszélesség
A sávszélesség adott csillapításhoz tartozó alsó és felső határfrekvenciák közötti frekvenciatartomány, amelyben szinuszos vizsgálójel esetén a jel alakhű vizsgálata elvégezhető. A határfrekvenciákhoz tartozó csillapítás értéke 3 dB, azaz a referencia frekvencián (pl. 1 kHz) mért erősítéshez képest a függőleges erősítő feszültségerősítése ezeken a frekvenciákon csökken kb. 71%-ára. A korszerű oszcilloszkópok alsó határfrekvenciája 0 Hz, a felső 20…200 MHz, amely érték különleges megoldásokkal 1…5 GHz-re is növelhető.
Tekintettel arra, hogy a felső határfrekvencián a függőleges erősítés (és így a sugár függőleges kitérése) már csak kb. 71%-a a referencia értéknek, ezen a frekvencián a jel ernyőről leolvasott feszültsége már kb. 29%-kal kisebb a tényleges értéknél. Pontosnak mondható (kb. 3% hibájú) feszültségmérés az oszcilloszkóppal a felső határfrekvencia harmadáig (kb. 2% hibájú pedig az ötödéig) végezhető.

### Érzékenység
Az érzékenység az a feszültség érték, amely az oszcilloszkóp bemenetére kapcsolva a képernyőn 1 osztásnyi (1 DIV = 1 division) függőleges sugárkitérést hoz létre.
Mértékegysége: V/DIV, centiméter-hálós beosztásnál V/cm (ez a leggyakoribb beosztás).
A függőleges érzékenység szokásos értéke 1 mV/div és 20 mV/div között van. A nagyobb feszültségek mérhetősége érdekében a függőleges erősítő előtt a kezelő által átkapcsolható bemenő osztót helyeznek el, amely segítségével az érzékenység több fokozatban 5 V/div ... 20 V/div közötti értékre csökkenthető.
Az érzékenységet magára a katódsugárcsőre is értelmezni lehet, ekkor az 1 div eltérítéshez az eltérítő lemezpárra kapcsolandó feszültséget adják meg. Ez a függőleges eltérítő lemezpárnál kisebb, mint a vízszintesnél.
A nagyobb sávszélességű szkópok sokszor érzéketlenebbek, míg az érzékenyebb készülékek sávszélessége kisebb.

### Bemeneti impedancia
A bemeneti impedancia szokásos értéke az oszcilloszkóp valamennyi csatorna bemenetén 1 MΩ ellenállás párhuzamosan 20…40 pF kapacitásértékkel.
Az oszcilloszkóp feszültségmérő, ezért akkor végezhető vele hiteles mérés, ha a bemeneti impedanciája nagy (így nem terheli a mérendő áramkört). Zavarvédelmi okokból a bemenetre a mérendő jelet árnyékolt kábelen szokás vezetni, ennek "meleg" ere és az árnyékolás között további 100...200 pF kapacitás lép fel. E kapacitás reaktanciája (Xc = 1/2ΠfC) a mért jel frekvenciájával csökken, pl. 100 pF reaktanciája 10 MHz frekvencián már csak 159 Ω. Ezért a magasabb frekvenciájú jelek mérésénél mérőfej közbeiktatásával növelik a terhelő impedanciát. Az általánosan használt legegyszerűbb, 1:10 osztású passzív mérőfejjel a bemenő ellenállás 10 MΩ-ra nő, míg a terhelő kapacitás 12-20 pF-re csökken annak az árán, hogy az oszcilloszkóp bemenetére csak a mért feszültség tizede jut.

### Működési módok
A Katódsugárcső által megjelenített információt három jellemző határozza meg: Általában a vízszintes irányú kitérés (eltérítés) azaz az X tengely (X-axis), a függőleges irányú kitérés (eltérítés) azaz az Y tengely (Y-axis), és a világosság (fényerő) azaz a Z tengely (Z-axis).
- T-Y(-Z) mód: Ez az oszcilloszkópok legáltalánosabban használt üzemmódja. A vízszintes – az eltelt idővel (T) arányos – eltérítő feszültséget az oszcilloszkóp eltérítő generátora szolgáltatja. A függőleges (Y) eltérítés a műszer bemenetére kapcsolt feszültséggel arányos. Ha az oszcilloszkópon  – általában a hátlapon – van "Z" bemenet, az arra kapcsolt feszültséggel a fényerő változtatható ("Z moduláció").
- X-Y(-Z) mód: A vízszintes ("X") erősítőre nem az oszcilloszkóp időeltérítő generátorának jele, hanem a műszer egy másik (többcsatornás oszcilloszkópok esetében általában ezek közül az egyik) bemenetére kapcsolt jel kerül. Így az elektronsugár vízszintesen az e bemenetre kapcsolt feszültséggel, függőleges irányban pedig az egyik csatorna bemenetre kapcsolt feszültséggel arányosan tér ki, így a két jelet X-Y koordináta-rendszerben rajzolja az ernyőre. Ha az oszcilloszkópnak van "Z" bemenete, a Z moduláció itt is alkalmazható.

### Időeltérítés sebessége, egy és két időalap
Az időeltérítés sebessége (time base) azt jelenti, hogy egy egységnyi utat mennyi idő alatt ír le a fénysugár. Szokásos értéke 2 ns/DIV-től 50 s/DIV-ig terjed.
Az egy időalapos oszcilloszkóp ernyőjének bal oldaláról az elektronsugár a trigger jel keletkezésének pillanatában indul meg a beállított sebességgel a jobb oldal felé, így az oszcilloszkóp a trigger jel képzését közvetlenül követő jelalakot képes az ernyőre rajzolni.
A két időalapos oszcilloszkóp lehetővé teszi a jelnek a trigger jel képzéséhez képest későbbi szakaszának a részletes megfigyelését is. Először az első ("A") időalapot állítják be úgy, hogy a trigger jelet követően felrajzolt jel tartalmazza ezt a szakaszt is, majd a második időalap ("B") kezelő szerveivel kijelölik a jelnek e részletesen megvizsgálni kívánt szakaszát, melyet az oszcilloszkóp ekkor nagyobb fényerővel mutat ("B" kivilágítja "A"-t). Ez után a vízszintes eltérítést a második ("B") időalapra kapcsolják, ennek hatására az ernyő teljes szélességében, vízszintesen "kinyújtva" a jelnek az előbb kijelölt (és kivilágított) szakasza jelenik meg.

### Indítójel forrása
- belső indítású, (INT) amikor a vizsgálandó jel indítja a fűrészjelet
- külső indítású, (EXT) amikor egy külső jelforrásról indítjuk a fűrészjelet, egy külön erre a célra szolgáló bemeneten keresztül
- hálózatról történő indítású, (LINE) amelynél a hálózati feszültséget alkalmazzuk indításra.

Mindegyik indítójel forrásnál lényeges, hogy a fűrészjel az indítási módnak megfelelően indul. Nyugodt állóképet csak akkor kapunk, ha az indítójel szintje elér egy adott feszültségértéket. Ezt az értéket általában egy potenciométerrel állítani tudjuk (TRIGGER LEVEL).

### Az indítás módja
- szabadon futó (FREE RUNNING), amelynél a fűrészgenerátor indító (trigger) jel nélkül, a fűrészjel visszafutása után azonnal újra indul (ez az üzemmód akkor használható, amikor az oszcilloszkóp fűrészgenerátorának kimenő jelét használjuk egy másik egység, pl. wobbler generátor vezérlésére),
- normál üzemmód (NORM), melynél a fűrészgenerátor minden egyes lefutása az indító-jelforrás által indított. A fűrészgenerátor visszafut, és csak akkor indul újra, amikor az indító jel értéke átlépi a kezelő által beállított TRIGGER LEVEL szintet. Helyes beállítás esetén az ernyőn álló képet látunk, helytelen beállításkor a fűrészgenerátor nem indul, azaz a képernyő sötét,
- automatikus indítású (AUTO), melynél trigger jel hiányában (amikor NORMÁL üzemmódban a képernyő sötét lenne) a fűrészgenerátort szabadonfutó üzemmódba kapcsolja, így az ernyőn mindig látható sugár,
- egyszeri lefutású (SINGLE SWEEP), amikor (pl. ha az ernyő fényképezésekor csak egyszeri sugárlefutás kívánatos) a fűrészgenerátort csak az üzemmód kiválasztása utáni első trigger jel indítja, így az elektronsugár csak egyszer fut végig a képernyőn (majd az ernyő elsötétül).

### Indítás az indítójel fel/lefutó szakaszán, az indító jel és csatolása
- Megválaszthatjuk, hogy a fűrészgenerátor akkor induljon, amikor az indítójel a beállított TRIGGER LEVEL szintet felfutó, vagy lefutó szakaszán lépi át (SLOPE +/-).
- Az indítójel csatolásának (COUPLING) több módja lehetséges:
  - DC csatolásnál az indító jel egésze kerül az indító áramkörre,
  - AC csatolásnál kondenzátor választja le az indítójel egyenfeszültségű komponensét, így a jel váltakozófeszültségű komponenséből jelölhetjük ki a megfelelő indítási szintet,
  - LF REJ (Low Frequency Reject) csatolásnál az indító jel egy felüláteresztő szűrőn keresztül jut az indító áramkörre, így a jel alacsony frekvenciás komponensei az indításban nem vesznek részt (pl. így lehet kiküszöbölni az indításból hálózati brummot),
  - HF REJ (High Frequency Reject) csatolásnál az indító jel aluláteresztő szűrőn halad keresztül, így az indító jel magas frekvenciás komponenseit elnyomja,
  - TV H (horizontal) üzemben a beépített szinkronjelleválasztó a videojel sorszinkronjelére triggerel,
  - TV V (vertical) üzemben a beépített szinkronjelleválasztó a videojel képszinkronjelére triggerel.

### Egyéb funkciók
- A Trigger HoldOff (Holtidő): A funkció segít vizsgálni (stabilizálni a képernyőn) a periodikus de komplexebb jelalakokat. Beállítható egy időmennyiség, aminek el kell telnie egy trigger (indító) esemény után mielőtt a trigger áramkör egy következő trigger eseményt elfogad. Másképpen fogalmazva az operátor beállíthatja azt az időt, amelynek letelte előtt újabb trigger eseményt nem kezd vizsgálni a rendszer.
- Delayed Sweep: A funkció használatával beállítható, hogy egy trigger (indító) esemény bekövetkeztét követően mennyi idővel induljon a SWEEP (a fűrészgenerátor amely az X irányú eltérítést adja). Ezzel a funkcióval egy hosszabb komplex jelalakot (vagy a jelalak egy részét) lehet részletesebben megvizsgálni. (Kicsit hasonlít a "DUAL TIME BASE" (két időalap) funkcióra.) Természetesen amíg a SWEEP egyszer végig nem fut az újabb trigger esemény vizsgálata tiltva van.
- X-MAG: X irányú nagyítás (magnification): Ezzel a funkcióval (pl.: x10 MAG) az X irányú eltérítés amplitúdóját lehet megnövelni. Nem a frekvenciája nő, hanem az eltérítés jóval "szélesebb" lesz mint maga a képernyő, és az X-POSITION kezelőszerv segítségével lehet "bejárni" a teljes mintát. Az vízszintes eltérítő generátor periódusideje nem változik, csak az egy képernyőszélességre eső szakasz (idő) hossza csökken le, azaz megnő az eltérítés "sebessége". Ez a funkció X-Y-Z módban is működik. Szintén hosszabb vagy összetettebb jelalakok vizsgálatára van.

### Kalibrálójel
Az alakhű jelátvitelhez a passzív mérőfejeket be kell állítani (kalibrálni) az oszcilloszkóp bemeneti kapacitásához. E célból a komolyabb oszcilloszkópok megadott amplitúdójú és frekvenciájú négyszögjelet előállító generátort tartalmaznak, melynek jele az előlapra ki van vezetve. A kalibráló jel a csatorna bemenetek érzékenységének ellenőrzésére is felhasználható.

## Felépítése

### Csatornák
A korszerű oszcilloszkópok alkalmasak arra, hogy ernyőjükön egyidejűleg két (vagy több) jelalakot jelenítsenek meg, így lehetővé téve azok összehasonlítását, időbeli lefolyásuk egymáshoz képesti vizsgálatát. Az oszcilloszkóp annyi „csatornás” (csatorna = CHANNEL, rövidítve CH), amennyi jelet az ernyőjén egyidejűleg megjeleníteni képes. A komolyabb oszcilloszkópok legalább kétcsatornásak. A kétcsatornás oszcilloszkóp lehet valódi kétsugaras, illetve elektronkapcsolós.
A „valódi kétsugaras” (DOUBLE BEAM) oszcilloszkóp katódsugárcsöve egy burában két független elektronágyút és eltérítő rendszert tartalmaz. Ilyen műszert az elektronikában ritkán használnak.
Az általánosan alkalmazott „elektronkapcsolós kétsugaras” (két nyomvonalas, DUAL TRACE) oszcilloszkópban a katódsugárcső egyetlen elektronsugarát kapcsolják át egy elektronikus áramkör: az elektronkapcsoló alkalmazásával úgy, hogy hol az egyik, hol a másik csatorna bemenetére adott jel képe jelenik meg az ernyőn.

### Valódi kétsugaras
A két vagy ritkán többsugaras oszcilloszkóp működési elvét a katódsugárcső teszi lehetővé. A kétsugaras katódsugárcsövet két egysugaras rendszer közös burába való építésével hozzák létre. Az elektronsugarakat egymástól függetlenül, külön-külön kell eltéríteni, ezért két függőleges eltérítő rendszerre van szükség.
Lényegében két egysugaras oszcilloszkóp egyesítéséről van szó oly módon, hogy a vízszintes csatorna, az indítási rendszer, és a tápegység közösek.
Az ilyen valódi kétsugaras (dual beam) szkópok a bonyolult katódsugárcső miatt drágák.

### Elektronkapcsolóval többsugarasított
A többsugarasított, vagy más néven többcsatornás oszcilloszkópokban elektronikus kapcsoló teszi lehetővé, hogy egy sugárral egyidejűleg két vagy több jel vizsgálatát végezhessük. Az emberi szem tehetetlenségét kihasználva, felváltva kapcsolódnak a vizsgált jelek az oszcilloszkóp függőleges erősítőjére. Ha az átkapcsolás elegendően gyors, akkor azokat nem lehet szemmel követni. Bár a jelek soha nincsenek egyszerre a képernyőn, mégis több jelet is láthatunk rajta egyszerre.

#### A jelek átkapcsolására alkalmazható módszerek
- Váltakozó (ALTERNATED) üzemmód: az átkapcsolás a vizsgált jelek között a fűrészjel visszafutása alatt következik be, így a csatornák jelei egymás után, a fűrészjel egy-egy periódusa alatt, váltakozva rajzolódnak ki a képernyőre.

Ezt az üzemmódot nagyfrekvenciás jelek vizsgálatára célszerű használni. Kisfrekvenciás jelek vizsgálatánál a sugár vízszintes eltérítési sebessége kicsi, így az egyes csatornák jeleit egymás után rajzoló sugarat nem egyidejűleg látnánk az ernyőn.
Hátránya, hogy a képernyőn együtt látott jelek nincsenek fázisban, köztük egy fűrészgenerátor periódusidőnyi eltérés van.
- Szaggatott (CHOPPED) üzemmód: a jelek közti átkapcsolást a fűrészjeltől függetlenül igen rövid periódusidővel végzi el az elektronikus kapcsoló. Ekkor szaggatott ábrát kapunk (amelyet folytonosnak látunk), és hol az egyik, hol a másik jel rajzolódik ki a képernyőre.

Az üzemmód alkalmazása a fenti okból főként kisfrekvenciás jelek mérésénél célszerű.
A jelek közti átkapcsolás idejére – mely igen rövid és oszcilloszkóponként meghatározott idő – a sugarat természetesen kioltják.

## Külső hivatkozások
- Sulinet: Lássuk az oszcilloszkópot!